# Hannelore Wüst
Hannelore Wüst (* 26. Februar 1927 in Kiel; † 5. August 2014 in Berlin) war eine deutsche Schauspielerin.

## Leben
Die Bühnenschauspielerin Wüst gab ihr Filmdebüt in dem 1950 erschienenen Spielfilm Saure Wochen – Frohe Feste unter Regie von Wolfgang Schleif und war seitdem ab und an in Film und Fernsehen zu sehen. In den 1950ern bis 1980ern konnte man sie in den Produktionen Die Sonnenbrucks, Schatten über den Inseln, Weil ich dich liebe …, Morgen ist schon heute oder Zerbrochene Brücken sehen oder in Episodenrollen von Serien, wie Der Landarzt, Evelyn Hamanns Geschichten aus dem Leben, Adelheid und ihre Mörder sowie Großstadtrevier. In dem von Egon Monk verfilmten Mehrteiler Die Bertinis, der auf der Romanvorlage von Ralph Giordano basierte, war sie in der Rolle der Frau Otte zu sehen.
Hannelore Wüst fand neben ihrer Tätigkeit als Schauspielerin auch noch Gelegenheit, in Hörspielen, Werbespots, Dokumentationen und Sachtexten mitzuwirken.
Hannelore Wüst war in den 1950ern mit Erwin Geschonneck verheiratet, mit dem sie auch in mehreren Produktionen spielte, wie zum Beispiel in den „Stacheltier“-Filmen Das Haushaltswunder und Es geht um die Wurst. Sie ist die Mutter des Regisseurs Matti Geschonneck. Nach der Scheidung von Geschonneck heiratete sie den Filmdokumentaristen Gerhard Scheumann. Die Ehe wurde Ende der 1960er geschieden.

## Filmografie
- 1950: Saure Wochen – frohe Feste
- 1951: Die Sonnenbrucks
- 1952: Schatten über den Inseln
- 1955: Das Stacheltier: Es geht um die Wurst (Kurzfilm)
- 1955: Das Stacheltier (Kurzfilm, Folge: Das Haushaltswunder)
- 1966: Pitaval des Kaiserreiches: Der Prozeß gegen die Gräfin Kwilecki (Fernsehreihe)
- 1970: Weil ich dich liebe …
- 1970: Morgen ist schon heute
- 1974: Wolz – Leben und Verklärung eines deutschen Anarchisten
- 1975: Polizeiruf 110 – Zwischen den Gleisen (TV-Reihe)
- 1983: Evelyn Hamanns Geschichten aus dem Leben (TV-Serie)
- 1986: Zerbrochene Brücken
- 1987: Der Landarzt (Folgen: Die Liebe, die Liebe und Ein rabenschwarzer Tag)
- 1988: Die Bertinis (TV-Mehrteiler)
- 1989: Hab’ ich nur deine Liebe
- 1991: Leonie Löwenherz (Folge: Hilfe muss her!)
- 1991: Großstadtrevier (Folge: Lügenbarone)
- 1993: Vater braucht eine Frau (Folge: Corinna)
- 1994: Adelheid und ihre Mörder (Folge: Kleine Fische)
- 2002: Stahlnetz (Folge: PSI)
- 2005: Tatort – Scheherazade (TV-Reihe)